# WTA 125 2024
WTA 125 2024 byl třináctý ročník mezinárodních tenisových turnajů v rámci série WTA 125, střední úrovně ženského profesionálního tenisu organizované Ženskou tenisovou asociací. Startovní listina zahrnovala třicet šest turnajů na třech kontinentech. Dvacet dva z nich se hrálo v Evropě, šest v Severní Americe, pět v Jižní Americe, dva v Asii a jeden v Austrálii. Vůči sezóně 2023 počet událostí vzrostl o pět. Asijská část se do kalendáře vrátila poprvé od roku 2021. Sezónu zahájil canberrský turnaj, vůbec první událost série na australském kontinentu. Rozpočet turnajů činil 115 000 dolarů vyjma australského Canberra Tennis International a portugalského Oeiras Ladies Open, s navýšenou dotací 164 000 dolarů. Okruh probíhal mezi lednem a prosincem 2024.
Nejvyšší počet tří singlových titulů vyhrála Američanka Alycia Parksová, která přidala i jednu deblovou trofej. Závěrečnou akci sezóny, prosincový Open de Limoges, ovládla Švýcarka Viktorija Golubicová. Bodový zisk ji posunul zpět do první světové stovky.
Kvůli pokračující invazi Ruska na Ukrajinu, zahájené v únoru 2022, zůstalo v platnosti rozhodnutí řídících organizací tenisu ATP, WTA a ITF s grandslamy o zrušení turnajů na území Ruska a vyloučení ruských a běloruských reprezentací ze soutěží včetně týmových turnajů. Ruští a běloruští tenisté mohli nadále na okruzích startovat, ale do odvolání nikoli pod vlajkami Ruska a Běloruska.
Vyšší úrovní ženského profesionálního tenisu byl okruh WTA Tour 2024.

## Chronologický přehled turnajů
Chronologický přehled uvádí turnajovou listinu okruhu WTA 125 2024 včetně dějiště, počtu hráček, povrchu a celkové dotace.
Tabulky měsíců uvádí vítězky a finalistky dvouhry i čtyřhry, dále pak semifinalistky a čtvrtfinalistky dvouhry. Zápis –D/–Q/–Č uvádí počet hráček dvouhry/hráček kvalifikace dvouhry/párů čtyřhry.
| Týden od      | Turnaj | Vítězky                                                     | Finalistky                                 | Semifinalistky                               | Čtvrtfinalistky                                                                       |
| ------------- | --- | ----------------------------------------------------------- | ------------------------------------------ | -------------------------------------------- | ------------------------------------------------------------------------------------- |
| 1. ledna      | Workday Canberra International Canberra, Austrálie tvrdý – 164 000 $ – 32D/32Q/16Č dvouhra • čtyřhra                 | Nuria Párrizas Díazová 6–4, 6–3                             | Harriet Dartová                            | Clara Tausonová Katie Volynetsová            | Maya Jointová Océane Dodinová Anna Bondárová Nao Hibinová                             |
| 1. ledna      | Workday Canberra International Canberra, Austrálie tvrdý – 164 000 $ – 32D/32Q/16Č dvouhra • čtyřhra                 | Veronika Erjavecová Darja Semeņistajová 6–2, 6–4            | Kaylah McPheeová Astra Sharmaová           | Clara Tausonová Katie Volynetsová            | Maya Jointová Océane Dodinová Anna Bondárová Nao Hibinová                             |
| 5. února      | L&T Mumbai Open Bombaj, Indie tvrdý – 115 000 $ – 32D/24Q/16Č dvouhra • čtyřhra                                      | Darja Semeņistajová 5–7, 7–6(8–6), 6–2                      | Storm Hunterová                            | Arianne Hartonová Katie Volynetsová          | Polina Kuděrmetovová Mojuka Učidžimová Pak So-hjon Alina Kornějevová                  |
| 5. února      | L&T Mumbai Open Bombaj, Indie tvrdý – 115 000 $ – 32D/24Q/16Č dvouhra • čtyřhra                                      | Dalila Jakupovićová Sabrina Santamariová 6–4, 6–3           | Arianne Hartonová Prarthana Thombareová    | Arianne Hartonová Katie Volynetsová          | Polina Kuděrmetovová Mojuka Učidžimová Pak So-hjon Alina Kornějevová                  |
| 19. února     | Mexiko Series Puerto Vallarta 125 Puerto Vallarta, Mexiko tvrdý – 115 000 $ – 32D/16Q/8Č dvouhra • čtyřhra           | McCartney Kesslerová 5–7, 6–3, 6–0                          | Taylah Prestonová                          | María Lourdes Carléová Hailey Baptisteová    | Julija Starodubcevová Jéssica Bouzas Maneirová Robin Montgomeryová Léolia Jeanjeanová |
| 19. února     | Mexiko Series Puerto Vallarta 125 Puerto Vallarta, Mexiko tvrdý – 115 000 $ – 32D/16Q/8Č dvouhra • čtyřhra           | Iryna Šymanovičová Renata Zarazúová 6–2, 7–6(7–1)           | Angelica Moratelliová Camilla Rosatellová  | María Lourdes Carléová Hailey Baptisteová    | Julija Starodubcevová Jéssica Bouzas Maneirová Robin Montgomeryová Léolia Jeanjeanová |
| 11. března    | Fifth Third Charleston 125 Charleston, Spojené státy tvrdý – 115 000 $ – 32D/16Q/16Č dvouhra • čtyřhra               | Elisabetta Cocciarettová 6–3, 6–2                           | Diana Šnajderová                           | Wang Ja-fan Greet Minnenová                  | Erika Andrejevová Océane Dodinová McCartney Kesslerová Rebeka Masárová                |
| 11. března    | Fifth Third Charleston 125 Charleston, Spojené státy tvrdý – 115 000 $ – 32D/16Q/16Č dvouhra • čtyřhra               | Olivia Gadecká Olivia Nichollsová 6–2, 6–1                  | Sara Erraniová Tereza Mihalíková           | Wang Ja-fan Greet Minnenová                  | Erika Andrejevová Océane Dodinová McCartney Kesslerová Rebeka Masárová                |
| 25. března    | San Luis Open San Luis Potosí, Mexiko antuka – 115 000 $ – 32D/8Q/16Č dvouhra • čtyřhra                              | Nadia Podoroská 6–1, 6–2                                    | Francesca Jonesová                         | Julia Rierová Elisabetta Cocciarettová       | Robin Montgomeryová Suzan Lamensová Lucrezia Stefaniniová Laura Pigossiová            |
| 25. března    | San Luis Open San Luis Potosí, Mexiko antuka – 115 000 $ – 32D/8Q/16Č dvouhra • čtyřhra                              | Anna Bondárová Tamara Zidanšeková bez boje                  | Laura Pigossiová Katarzyna Piterová        | Julia Rierová Elisabetta Cocciarettová       | Robin Montgomeryová Suzan Lamensová Lucrezia Stefaniniová Laura Pigossiová            |
| 25. března    | Megasaray Hotels Open Antalya, Turecko antuka – 115 000 $ – 32D/16Q/16Č dvouhra • čtyřhra                            | Jéssica Bouzas Maneirová 6–2, 4–6, 6–2                      | Irina-Camelia Beguová                      | Simona Waltertová Mojuka Učidžimová          | Olga Danilovićová Polina Kuděrmetovová Polona Hercogová Zeynep Sönmezová              |
| 25. března    | Megasaray Hotels Open Antalya, Turecko antuka – 115 000 $ – 32D/16Q/16Č dvouhra • čtyřhra                            | Angelica Moratelliová Camilla Rosatellová 6–3, 3–6, [15–13] | Tímea Babosová Věra Zvonarevová            | Simona Waltertová Mojuka Učidžimová          | Olga Danilovićová Polina Kuděrmetovová Polona Hercogová Zeynep Sönmezová              |
| 1. dubna      | Open Internacional Femení Solgironès La Bisbal d'Empordà, Španělsko antuka – 115 000 $ – 32D/8Q/8Č dvouhra • čtyřhra | María Lourdes Carléová 3–6, 6–1, 6–2                        | Rebeka Masárová                            | Olga Danilovićová Dalma Gálfiová             | Rebecca Šramková Elsa Jacquemotová Oxana Selechmetěvová Zeynep Sönmezová              |
| 1. dubna      | Open Internacional Femení Solgironès La Bisbal d'Empordà, Španělsko antuka – 115 000 $ – 32D/8Q/8Č dvouhra • čtyřhra | Miriam Kolodziejová Anna Sisková bez boje                   | Tímea Babosová Dalma Gálfiová              | Olga Danilovićová Dalma Gálfiová             | Rebecca Šramková Elsa Jacquemotová Oxana Selechmetěvová Zeynep Sönmezová              |
| 15. dubna     | Oeiras Ladies Open Oeiras, Portugalsko antuka – 164 000 $ – 32D/16Q/16Č dvouhra • čtyřhra                            | Suzan Lamensová 6–4, 5–7, 6–4                               | Clara Tausonová                            | Bernarda Peraová Kristina Mladenovicová      | Francisca Jorgeová Matilde Jorgeová Aliona Faleiová Varvara Lepčenková                |
| 15. dubna     | Oeiras Ladies Open Oeiras, Portugalsko antuka – 164 000 $ – 32D/16Q/16Č dvouhra • čtyřhra                            | Francisca Jorgeová Matilde Jorgeová 6–0, 6–4                | Harriet Dartová Kristina Mladenovicová     | Bernarda Peraová Kristina Mladenovicová      | Francisca Jorgeová Matilde Jorgeová Aliona Faleiová Varvara Lepčenková                |
| 29. dubna     | L'Open 35 de Saint-Malo Saint-Malo, Francie antuka – 115 000 $ – 32D/14Q/16Č dvouhra • čtyřhra                       | Loïs Boissonová 4–6, 7–6(7–3), 6–3                          | Chloé Paquetová                            | Céline Naefová Alizé Cornetová               | Clara Burelová Peyton Stearnsová Katie Volynetsová Jessika Ponchetová                 |
| 29. dubna     | L'Open 35 de Saint-Malo Saint-Malo, Francie antuka – 115 000 $ – 32D/14Q/16Č dvouhra • čtyřhra                       | Amina Anšbová Anastasia Dețiuc 7–6(9–7), 2–6, [10–5]        | Estelle Cascinová Carole Monnetová         | Céline Naefová Alizé Cornetová               | Clara Burelová Peyton Stearnsová Katie Volynetsová Jessika Ponchetová                 |
| 29. dubna     | Catalonia Open WTA 125 Lleida, Španělsko antuka – 115 000 $ – 32D/16Q/16Č dvouhra • čtyřhra                          | Kateřina Siniaková 6–4, 4–6, 6–3                            | Majar Šarífová                             | Guiomar Maristanyová Camila Osoriová         | Emma Navarrová Arantxa Rusová Magdalena Fręchová Ashlyn Kruegerová                    |
| 29. dubna     | Catalonia Open WTA 125 Lleida, Španělsko antuka – 115 000 $ – 32D/16Q/16Č dvouhra • čtyřhra                          | Nicole Melichar-Martinezová Ellen Perezová 7–5, 6–2         | Katarzyna Piterová Majar Šarífová          | Guiomar Maristanyová Camila Osoriová         | Emma Navarrová Arantxa Rusová Magdalena Fręchová Ashlyn Kruegerová                    |
| 13. května    | Trophée Clarins Paříž, Francie antuka – 115 000 $ – 32D/8Q/8Č dvouhra • čtyřhra                                      | Diana Šnajderová 6–2, 3–6, 6–4                              | Emma Navarrová                             | Elena-Gabriela Ruseová Varvara Gračovová     | Fiona Ferrová Alizé Cornetová Erika Andrejevová Katie Boulterová                      |
| 13. května    | Trophée Clarins Paříž, Francie antuka – 115 000 $ – 32D/8Q/8Č dvouhra • čtyřhra                                      | Asia Muhammadová Aldila Sutjiadiová 7–6(7–3), 4–6, [11–9]   | Monica Niculescuová Ču Lin                 | Elena-Gabriela Ruseová Varvara Gračovová     | Fiona Ferrová Alizé Cornetová Erika Andrejevová Katie Boulterová                      |
| 13. května    | Parma Ladies Open Parma, Itálie antuka – 115 000 $ – 32D/8Q/10Č dvouhra • čtyřhra                                    | Anna Karolína Schmiedlová 7–5, 2–6, 6–4                     | Majar Šarífová                             | Renata Zarazúová Jule Niemeierová            | Peyton Stearnsová Kamilla Rachimovová Jesika Malečková Zeynep Sönmezová               |
| 13. května    | Parma Ladies Open Parma, Itálie antuka – 115 000 $ – 32D/8Q/10Č dvouhra • čtyřhra                                    | Anna Danilinová Irina Chromačovová 6–1, 6–2                 | Elixane Lechemiová Ingrid Martinsová       | Renata Zarazúová Jule Niemeierová            | Peyton Stearnsová Kamilla Rachimovová Jesika Malečková Zeynep Sönmezová               |
| 3. června     | Makarska Open Makarska, Chorvatsko antuka – 115 000 $ – 32D/8Q/8Č dvouhra • čtyřhra                                  | Katie Volynetsová 3–6, 6–2, 6–1                             | Majar Šarífová                             | Wang Si-jü Petra Martićová                   | Léolia Jeanjeanová Brenda Fruhvirtová Maya Jointová Nao Hibinová                      |
| 3. června     | Makarska Open Makarska, Chorvatsko antuka – 115 000 $ – 32D/8Q/8Č dvouhra • čtyřhra                                  | Sabrina Santamariová Iryna Šymanovičová 6–4, 3–6, [10–6]    | Nao Hibinová Oxana Kalašnikovová           | Wang Si-jü Petra Martićová                   | Léolia Jeanjeanová Brenda Fruhvirtová Maya Jointová Nao Hibinová                      |
| 3. června     | Open delle Puglie Bari, Itálie antuka – 115 000 $ – 32D/8Q/8Č dvouhra • čtyřhra                                      | Anca Todoniová 6–4, 6–0                                     | Panna Udvardyová                           | Nadia Podoroská Tamara Zidanšeková           | Beatrice Ricciová Eva Lysová Martina Trevisanová Renata Zarazúová                     |
| 3. června     | Open delle Puglie Bari, Itálie antuka – 115 000 $ – 32D/8Q/8Č dvouhra • čtyřhra                                      | Anna Danilinová Irina Chromačovová 6–1, 6–3                 | Angelica Moratelliová Renata Zarazúová     | Nadia Podoroská Tamara Zidanšeková           | Beatrice Ricciová Eva Lysová Martina Trevisanová Renata Zarazúová                     |
| 10. června    | BBVA Open Internacional de Valencia Valencie, Španělsko antuka – 115 000 $ – 32D/16Q/8Č dvouhra • čtyřhra            | Ann Liová 6–3, 6–4                                          | Viktorija Tomovová                         | Iryna Šymanovičová Jéssica Bouzas Maneirová  | Darja Semeņistajová Laura Pigossiová Elvina Kalievová Marina Bassols Riberová         |
| 10. června    | BBVA Open Internacional de Valencia Valencie, Španělsko antuka – 115 000 $ – 32D/16Q/8Č dvouhra • čtyřhra            | Katarzyna Piterová Fanny Stollárová 6–1, 4–6, [10–8]        | Angelica Moratelliová Renata Zarazúová     | Iryna Šymanovičová Jéssica Bouzas Maneirová  | Darja Semeņistajová Laura Pigossiová Elvina Kalievová Marina Bassols Riberová         |
| 17. června    | Veneto Open Gaiba, Itálie tráva – 115 000 $ – 32D/8Q/8Č dvouhra • čtyřhra                                            | Alycia Parksová 6–3, 6–1                                    | Bernarda Peraová                           | Susan Bandecchiová Sara Erraniová            | Ankita Rainová Robin Montgomeryová Alexandra Ealaová Kamilla Rachimovová              |
| 17. června    | Veneto Open Gaiba, Itálie tráva – 115 000 $ – 32D/8Q/8Č dvouhra • čtyřhra                                            | Hailey Baptisteová Alycia Parksová 7–6(7–4), 6–2            | Miriam Kolodziejová Anna Sisková           | Susan Bandecchiová Sara Erraniová            | Ankita Rainová Robin Montgomeryová Alexandra Ealaová Kamilla Rachimovová              |
| 8. července   | Nordea Open Båstad, Švédsko antuka – 115 000 $ – 32D/16Č dvouhra • čtyřhra                                           | Martina Trevisanová 6–2, 6–2                                | Ann Liová                                  | Louisa Chiricová Nuria Párrizas Díazová      | Diane Parryová Katarina Zavacká Tamara Korpatschová Katarzyna Kawaová                 |
| 8. července   | Nordea Open Båstad, Švédsko antuka – 115 000 $ – 32D/16Č dvouhra • čtyřhra                                           | Peangtarn Plipuečová Cchao Ťia-i 7–5, 6–3                   | María Lourdes Carléová Julia Rierová       | Louisa Chiricová Nuria Párrizas Díazová      | Diane Parryová Katarina Zavacká Tamara Korpatschová Katarzyna Kawaová                 |
| 8. července   | Grand Est Open 88 Contrexéville, Francie antuka – 115 000 $ – 32D/12Q/8Č dvouhra • čtyřhra                           | Lucia Bronzettiová 6–4, 6–7(4–7), 7–5                       | Majar Šarífová                             | Kao Sin-jü Séléna Janicijevicová             | Margaux Rouvroyová Elsa Jacquemotová Emiliana Arangová Dalila Jakupovićová            |
| 8. července   | Grand Est Open 88 Contrexéville, Francie antuka – 115 000 $ – 32D/12Q/8Č dvouhra • čtyřhra                           | Oxana Kalašnikovová Iryna Šymanovičová 5–7, 6–3, [10–7]     | Wu Fang-sien Čang Šuaj                     | Kao Sin-jü Séléna Janicijevicová             | Margaux Rouvroyová Elsa Jacquemotová Emiliana Arangová Dalila Jakupovićová            |
| 22. července  | Polish Open Varšava, Polsko tvrdý – 115 000 $ – 32D/8Q/8Č dvouhra • čtyřhra                                          | Alycia Parksová 4–6, 6–3, 6–3                               | Maya Jointová                              | Maja Chwalińská Leonie Küngová               | Mariam Bolkvadzeová Darja Semeņistajová Isabella Šinikovová Lina Glušková             |
| 22. července  | Polish Open Varšava, Polsko tvrdý – 115 000 $ – 32D/8Q/8Č dvouhra • čtyřhra                                          | Weronika Falkowská Martyna Kubková 6–4, 7–6(7–5)            | Céline Naefová Nina Stojanovićová          | Maja Chwalińská Leonie Küngová               | Mariam Bolkvadzeová Darja Semeņistajová Isabella Šinikovová Lina Glušková             |
| 5. srpna      | ECE Ladies Hamburg Open Hamburk, Německo antuka – 115 000 $ – 32D/8Q/8Č dvouhra • čtyřhra                            | Anna Bondárová 6–4, 6–2                                     | Arantxa Rusová                             | Olga Danilovićová Elena-Gabriela Ruseová     | Majar Šarífová Eva Lysová Polina Kuděrmetovová Tamara Korpatschová                    |
| 5. srpna      | ECE Ladies Hamburg Open Hamburk, Německo antuka – 115 000 $ – 32D/8Q/8Č dvouhra • čtyřhra                            | Anna Bondárová Kimberley Zimmermannová 5–7, 6–3, [11–9]     | Arantxa Rusová Nina Stojanovićová          | Olga Danilovićová Elena-Gabriela Ruseová     | Majar Šarífová Eva Lysová Polina Kuděrmetovová Tamara Korpatschová                    |
| 12. srpna     | Barranquilla Open Barranquilla, Kolumbie tvrdý – 115 000 $ – 32D/10Q/8Č dvouhra • čtyřhra                            | Nadia Podoroská 6–2, 1–6, 6–3                               | Tatjana Mariová                            | Antonia Ružićová Anastasija Soboljevová      | Suzan Lamensová Solana Sierrová Mariam Bolkvadzeová Viktória Hrunčáková               |
| 12. srpna     | Barranquilla Open Barranquilla, Kolumbie tvrdý – 115 000 $ – 32D/10Q/8Č dvouhra • čtyřhra                            | Jessica Faillová Hiroko Kuwatová 4–6, 7–6(7–2), [10–7]      | Quinn Gleasonová Ingrid Martinsová         | Antonia Ružićová Anastasija Soboljevová      | Suzan Lamensová Solana Sierrová Mariam Bolkvadzeová Viktória Hrunčáková               |
| 2. září       | Guadalajara 125 Open Guadalajara, Mexiko tvrdý – 115 000 $ – 32D/8Q/8Č dvouhra • čtyřhra                             | Kamilla Rachimovová 6–3, 6–7(5–7), 6–3                      | Tatjana Mariová                            | Anna Karolína Schmiedlová Emiliana Arangová  | Emina Bektasová Olivia Gadecká Rebecca Marinová Martina Trevisanová                   |
| 2. září       | Guadalajara 125 Open Guadalajara, Mexiko tvrdý – 115 000 $ – 32D/8Q/8Č dvouhra • čtyřhra                             | Katarzyna Piterová Fanny Stollárová 6–4, 7–5                | Angelica Moratelliová Sabrina Santamariová | Anna Karolína Schmiedlová Emiliana Arangová  | Emina Bektasová Olivia Gadecká Rebecca Marinová Martina Trevisanová                   |
| 2. září       | Montreux Nestlé Open Montreux, Švýcarsko antuka – 115 000 $ – 32D/16Q/8Č dvouhra • čtyřhra                           | Irina-Camelia Beguová 1–6, 6–3, 6–0                         | Petra Marčinková                           | Darja Semeņistajová Nuria Párrizas Díazová   | Anca Todoniová Polina Kuděrmetovová Jil Teichmannová Tara Würthová                    |
| 2. září       | Montreux Nestlé Open Montreux, Švýcarsko antuka – 115 000 $ – 32D/16Q/8Č dvouhra • čtyřhra                           | Quinn Gleasonová Ingrid Martinsová 6–3, 4–6, [10–7]         | María Lourdes Carléová Simona Waltertová   | Darja Semeņistajová Nuria Párrizas Díazová   | Anca Todoniová Polina Kuděrmetovová Jil Teichmannová Tara Würthová                    |
| 9. září       | Țiriac Foundation Trophy Bukurešť, Rumunsko antuka – 115 000 $ – 32D/16Q/8Č dvouhra • čtyřhra                        | Miriam Bulgaruová 6–3, 1–6, 6–4                             | Kathinka von Deichmannová                  | Patricia Maria Țigová Jekatěrine Gorgodzeová | María Lourdes Carléová Anouk Koevermansová Marie Benoîtová Alevtina Ibragimovová      |
| 9. září       | Țiriac Foundation Trophy Bukurešť, Rumunsko antuka – 115 000 $ – 32D/16Q/8Č dvouhra • čtyřhra                        | Carole Monnetová Darja Semeņistajová 1–6, 6–2, [10–7]       | Aliona Bolsovová Katarzyna Kawaová         | Patricia Maria Țigová Jekatěrine Gorgodzeová | María Lourdes Carléová Anouk Koevermansová Marie Benoîtová Alevtina Ibragimovová      |
| 9. září       | WTA Zavarovalnica Sava Ljubljana Lublaň, Slovinsko antuka – 115 000 $ – 32D/8Q/16Č dvouhra • čtyřhra                 | Jil Teichmannová 7–6(10–8), 6–4                             | Nuria Párrizas Díazová                     | Francesca Jonesová Olga Danilovićová         | Victoria Jiménez Kasintsevová Kristina Dmitruková Ella Seidelová Nuria Brancacciová   |
| 9. září       | WTA Zavarovalnica Sava Ljubljana Lublaň, Slovinsko antuka – 115 000 $ – 32D/8Q/16Č dvouhra • čtyřhra                 | Nuria Brancacciová Leyre Romero Gormazová 5–7, 7–5, [10–7]  | Lina Gjorčeská Jil Teichmannová            | Francesca Jonesová Olga Danilovićová         | Victoria Jiménez Kasintsevová Kristina Dmitruková Ella Seidelová Nuria Brancacciová   |
| 30. září      | Hong Kong 125 Open Hongkong, Čína tvrdý – 115 000 $ – 32D/8Q/8Č dvouhra • čtyřhra                                    | Ajla Tomljanovićová 4–6, 6–4, 6–4                           | Clara Tausonová                            | Anna Blinkovová Varvara Gračovová            | Emma Navarrová McCartney Kesslerová Suzan Lamensová Nao Hibinová                      |
| 30. září      | Hong Kong 125 Open Hongkong, Čína tvrdý – 115 000 $ – 32D/8Q/8Č dvouhra • čtyřhra                                    | Monica Niculescuová Elena-Gabriela Ruseová 6–3, 5–7, [10–5] | Nao Hibinová Makoto Ninomijová             | Anna Blinkovová Varvara Gračovová            | Emma Navarrová McCartney Kesslerová Suzan Lamensová Nao Hibinová                      |
| 21. října     | Abierto Tampico Tampico, Mexiko tvrdý – 115 000 $ – 32D/16Q/16Č dvouhra • čtyřhra                                    | Marina Stakusicová 6–4, 2–6, 6–4                            | Anna Blinkovová                            | Sara Sorribes Tormová Rebecca Marinová       | Lucrezia Stefaniniová Tatjana Mariová Maya Jointová Varvara Lepčenková                |
| 21. října     | Abierto Tampico Tampico, Mexiko tvrdý – 115 000 $ – 32D/16Q/16Č dvouhra • čtyřhra                                    | Carmen Corleyová Rebecca Marinová 6–3, 6–3                  | Alina Kornějevová Polina Kuděrmetovová     | Sara Sorribes Tormová Rebecca Marinová       | Lucrezia Stefaniniová Tatjana Mariová Maya Jointová Varvara Lepčenková                |
| 28. října     | Bolivia Open Santa Cruz, Bolívie antuka – 115 000 $ – 32D/8Q/8Č dvouhra • čtyřhra                                    | Anca Todoniová 7–6(7–5), 6–0                                | Emiliana Arangová                          | Panna Udvardyová Darja Semeņistajová         | Leyre Romero Gormazová Tara Würthová Julia Rierová Chloé Paquetová                    |
| 28. října     | Bolivia Open Santa Cruz, Bolívie antuka – 115 000 $ – 32D/8Q/8Č dvouhra • čtyřhra                                    | Nuria Brancacciová Leyre Romero Gormazová 6–4, 6–4          | Aliona Bolsovová Valerija Strachovová      | Panna Udvardyová Darja Semeņistajová         | Leyre Romero Gormazová Tara Würthová Julia Rierová Chloé Paquetová                    |
| 4. listopadu  | Dow Tennis Classic Midland, Spojené státy tvrdý (h) – 115 000 $ – 32D/16Q/15Č dvouhra • čtyřhra                      | Rebecca Marinová 6–2, 6–1                                   | Alycia Parksová                            | Lesja Curenková Lauren Davisová              | Karina Millerová Alina Kornějevová Astra Sharmaová Varvara Lepčenková                 |
| 4. listopadu  | Dow Tennis Classic Midland, Spojené státy tvrdý (h) – 115 000 $ – 32D/16Q/15Č dvouhra • čtyřhra                      | Emily Appletonová Maia Lumsdenová 6–2, 4–6, [10–5]          | Ariana Arseneaultová Mia Kupresová         | Lesja Curenková Lauren Davisová              | Karina Millerová Alina Kornějevová Astra Sharmaová Varvara Lepčenková                 |
| 4. listopadu  | Cali Open Cali, Kolumbie antuka – 115 000 $ – 32D/16Q/15Č dvouhra • čtyřhra                                          | Irina-Camelia Beguová 6–3, 6–3                              | Veronika Erjavecová                        | Panna Udvardyová Tina Nadine Smithová        | Camila Osoriová Jazmín Ortenziová Leyre Romero Gormazová Anca Todoniová               |
| 4. listopadu  | Cali Open Cali, Kolumbie antuka – 115 000 $ – 32D/16Q/15Č dvouhra • čtyřhra                                          | Veronika Erjavecová Kristina Mladenovicová 6–2, 7–6(7–4)    | Tara Würthová Katarina Zavacká             | Panna Udvardyová Tina Nadine Smithová        | Camila Osoriová Jazmín Ortenziová Leyre Romero Gormazová Anca Todoniová               |
| 18. listopadu | Fifth Third Charleston WTA 125 Charleston, Spojené státy antuka – 115 000 $ – 32D/8Q/15Č dvouhra • čtyřhra           | Renata Zarazúová 6–1, 7–6(7–4)                              | Hanna Changová                             | Lauren Davisová Nuria Brancacciová           | Louisa Chiricová Gabriela Leeová Varvara Lepčenková Leyre Romero Gormazová            |
| 18. listopadu | Fifth Third Charleston WTA 125 Charleston, Spojené státy antuka – 115 000 $ – 32D/8Q/15Č dvouhra • čtyřhra           | Nuria Brancacciová Leyre Romero Gormazová 7–6(8–6), 6–2     | Kayla Crossová Liv Hovdeová                | Lauren Davisová Nuria Brancacciová           | Louisa Chiricová Gabriela Leeová Varvara Lepčenková Leyre Romero Gormazová            |
| 18. listopadu | LP Open by Ind Colina, Chile antuka – 115 000 $ – 32D/8Q/14Č dvouhra • čtyřhra                                       | Nina Stojanovićová 3–6, 6–4, 6–4                            | María Lourdes Carléová                     | Sára Bejlek Majar Šarífová                   | Darja Semeņistajová Guiomar Maristanyová Francisca Jorgeová Georgia Crăciunová        |
| 18. listopadu | LP Open by Ind Colina, Chile antuka – 115 000 $ – 32D/8Q/14Č dvouhra • čtyřhra                                       | Majar Šarífová Nina Stojanovićová bez boje                  | Léolia Jeanjeanová Kristina Mladenovicová  | Sára Bejlek Majar Šarífová                   | Darja Semeņistajová Guiomar Maristanyová Francisca Jorgeová Georgia Crăciunová        |
| 25. listopadu | IEB+ Argentina Open Buenos Aires, Argentina antuka – 115 000 $ – 32D/8Q/8Č dvouhra • čtyřhra                         | Majar Šarífová 6–3, 4–6, 6–4                                | Katarzyna Kawaová                          | María Lourdes Carléová Sára Bejlek           | Darja Semeņistajová Julia Rierová Jazmín Ortenziová Léolia Jeanjeanová                |
| 25. listopadu | IEB+ Argentina Open Buenos Aires, Argentina antuka – 115 000 $ – 32D/8Q/8Č dvouhra • čtyřhra                         | Maja Chwalińská Katarzyna Kawaová 6–4, 3–6, [10–7]          | Laura Pigossiová Majar Šarífová            | María Lourdes Carléová Sára Bejlek           | Darja Semeņistajová Julia Rierová Jazmín Ortenziová Léolia Jeanjeanová                |
| 2. prosince   | Open in Arte Angers Loire Angers, Francie tvrdý (h) – 115 000 $ – 32D/8Q/8Č dvouhra • čtyřhra                        | Alycia Parksová 7–6(7–4), 3–6, 6–0                          | Belinda Bencicová                          | Mona Barthelová Dominika Šalková             | Barbora Palicová Victoria Jiménez Kasintsevová Océane Dodinová Varvara Lepčenková     |
| 2. prosince   | Open in Arte Angers Loire Angers, Francie tvrdý (h) – 115 000 $ – 32D/8Q/8Č dvouhra • čtyřhra                        | Monica Niculescuová Elena-Gabriela Ruseová 6–3, 6–4         | Belinda Bencicová Céline Naefová           | Mona Barthelová Dominika Šalková             | Barbora Palicová Victoria Jiménez Kasintsevová Océane Dodinová Varvara Lepčenková     |
| 2. prosince   | MundoTenis Open Florianópolis, Brazílie antuka – 115 000 $ – 32D/8Q/16Č dvouhra • čtyřhra                            | Maja Chwalińská 6–1, 6–2                                    | Ylena In-Albonová                          | María Lourdes Carléová Léolia Jeanjeanová    | Katarzyna Kawaová Nicole Fossa Huergová Valerija Strachovová Majar Šarífová           |
| 2. prosince   | MundoTenis Open Florianópolis, Brazílie antuka – 115 000 $ – 32D/8Q/16Č dvouhra • čtyřhra                            | Maja Chwalińská Laura Pigossiová 7–6(7–3), 6–3              | Nicole Fossa Huergová Valerija Strachovová | María Lourdes Carléová Léolia Jeanjeanová    | Katarzyna Kawaová Nicole Fossa Huergová Valerija Strachovová Majar Šarífová           |
| 9. prosince   | Open BLS de Limoges Limoges, Francie tvrdý (h) – 115 000 $ – 32D/8Q/8Č dvouhra • čtyřhra                             | Viktorija Golubicová 7–5, 6–4                               | Céline Naefová                             | Elsa Jacquemotová Nuria Párrizas Díazová     | Manon Léonardová Erika Andrejevová Varvara Lepčenková Carole Monnetová                |
| 9. prosince   | Open BLS de Limoges Limoges, Francie tvrdý (h) – 115 000 $ – 32D/8Q/8Č dvouhra • čtyřhra                             | Elsa Jacquemotová Margaux Rouvroyová 6–4, 6–3               | Erika Andrejevová Séléna Janicijevicová    | Elsa Jacquemotová Nuria Párrizas Díazová     | Manon Léonardová Erika Andrejevová Varvara Lepčenková Carole Monnetová                |

### Zrušené turnaje
| Týden od  | Turnaj                                                                   | důvod zrušení                 |
| --------- | ------------------------------------------------------------------------ | ----------------------------- |
| 22. ledna | Tiny's Ice-Cream Open Danang, Vietnam tvrdý – 115 000 $ – 32D/8Q/16Č     | nedostatečná podpora sponzorů |
| 12. srpna | Golden Gate Open Stanford, Spojené státy tvrdý – 164 000 $ – 32D/16Q/16Č | plánovaná přestavba areálu    |
| 7. října  | Chengdu Open WTA 125 Čcheng-tu, Čína tvrdý – 115 000 $ – 32D/16Q/16Č     |                               |
| 14. října | Mazatlán Ladies Open Mazatlán, Mexiko tvrdý – 115 000 $ – 32D/8Q/8Č      |                               |
| 21. října | Sao Paulo Open São Paulo, Brazílie antuka – 115 000 $ – 32D/16Q/16Č      |                               |

## Rozpočet a body
Celková dotace každého turnaje činila 115 000 dolarů, vyjma dvou událostí s rozpočtem 164 000 dolarů. Ubytování a stravování – tzv. hospitality, zajišťovali organizátoři. Vítězky soutěží do žebříčku WTA získaly 125 bodů, finalistky pak 81 bodů. Jednalo se tak o snížené hodnocení vůči předchozí sezóně.
| WTA 125 2024 | WTA 125 2024 | WTA 125 2024 | WTA 125 2024   | WTA 125 2024    | WTA 125 2024 | WTA 125 2024 | WTA 125 2024 | WTA 125 2024 | WTA 125 2024 | WTA 125 2024 |
| ↓Soutěž / fáze→ | vítězky      | finalistky   | semifinalistky | čtvrtfinalistky | 16 v kole    | 32 v kole    | QV           | Q2           | Q1           |              |
| --- | ------------ | ------------ | -------------- | --------------- | ------------ | ------------ | ------------ | ------------ | ------------ | ------------ |
| Dvouhra | 125          | 81           | 49             | 27              | 15           | 1            | 6            | 4            | 1            |              |
| Čtyřhra (16Č) | 125          | 81           | 49             | 27              | 1            | —            | —            | —            | —            |              |
| Čtyřhra (8Č) | 125          | 81           | 49             | 1               | —            | —            | —            | —            | —            |              |
| QV – vítězka kvalifikace, Q1/2 – 1. a 2. kolo kvalifikace, (xS/D/Q) – „x“ počet hráček v soutěži dvouhry/čtyřhry/kvalifikace dvouhry |              |              |                |                 |              |              |              |              |              |              |

## Přehled titulů

### Tituly podle tenistek
| Celkem | tenistka                          | dvouhra | čtyřhra | dvouhra | čtyřhra |
| ------ | --------------------------------- | ------- | ------- | ------- | ------- |
| 4      | Alycia Parksová (USA)             | ●       | ●       | 3       | 1       |
| 3      | Anna Bondárová (HUN)              | ●       | ●       | 1       | 2       |
| 3      | Maja Chwalińská (POL)             | ●       | ●       | 1       | 2       |
| 3      | Darja Semeņistajová (LAT)         | ●       | ●       | 1       | 2       |
| 3      | Nuria Brancacciová (ITA)          |         | ●       | 0       | 3       |
| 3      | Leyre Romero Gormazová (ESP)      |         | ●       | 0       | 3       |
| 3      | Iryna Šymanovičová                |         | ●       | 0       | 3       |
| 2      | Irina-Camelia Beguová (ROU)       | ●       |         | 2       | 0       |
| 2      | Nadia Podoroská (ARG)             | ●       |         | 2       | 0       |
| 2      | Anca Todoniová (ROU)              | ●       |         | 2       | 0       |
| 2      | Rebecca Marinová (CAN)            | ●       | ●       | 1       | 1       |
| 2      | Majar Šarífová (EGY)              | ●       | ●       | 1       | 1       |
| 2      | Nina Stojanovićová (SRB)          | ●       | ●       | 1       | 1       |
| 2      | Renata Zarazúová (MEX)            | ●       | ●       | 1       | 1       |
| 2      | Anna Danilinová (KAZ)             |         | ●       | 0       | 2       |
| 2      | Veronika Erjavecová (SLO)         |         | ●       | 0       | 2       |
| 2      | Irina Chromačovová                |         | ●       | 0       | 2       |
| 2      | Monica Niculescuová (ROU)         |         | ●       | 0       | 2       |
| 2      | Katarzyna Piterová (POL)          |         | ●       | 0       | 2       |
| 2      | Elena-Gabriela Ruseová (ROU)      |         | ●       | 0       | 2       |
| 2      | Sabrina Santamariová (USA)        |         | ●       | 0       | 2       |
| 2      | Fanny Stollárová (HUN)            |         | ●       | 0       | 2       |
| 1      | Loïs Boissonová (FRA)             | ●       |         | 1       | 0       |
| 1      | Jéssica Bouzas Maneirová (ESP)    | ●       |         | 1       | 0       |
| 1      | Lucia Bronzettiová (ITA)          | ●       |         | 1       | 0       |
| 1      | Miriam Bulgaruová (ROU)           | ●       |         | 1       | 0       |
| 1      | María Lourdes Carléová (ARG)      | ●       |         | 1       | 0       |
| 1      | Elisabetta Cocciarettová (ITA)    | ●       |         | 1       | 0       |
| 1      | Viktorija Golubicová (SUI)        | ●       |         | 1       | 0       |
| 1      | McCartney Kesslerová (USA)        | ●       |         | 1       | 0       |
| 1      | Suzan Lamensová (NED)             | ●       |         | 1       | 0       |
| 1      | Ann Liová (USA)                   | ●       |         | 1       | 0       |
| 1      | Nuria Párrizas Díazová (ESP)      | ●       |         | 1       | 0       |
| 1      | Kamilla Rachimovová               | ●       |         | 1       | 0       |
| 1      | Anna Karolína Schmiedlová (SVK)   | ●       |         | 1       | 0       |
| 1      | Diana Šnajderová                  | ●       |         | 1       | 0       |
| 1      | Kateřina Siniaková (CZE)          | ●       |         | 1       | 0       |
| 1      | Marina Stakusicová (CAN)          | ●       |         | 1       | 0       |
| 1      | Jil Teichmannová (SUI)            | ●       |         | 1       | 0       |
| 1      | Ajla Tomljanovićová (AUS)         | ●       |         | 1       | 0       |
| 1      | Martina Trevisanová (ITA)         | ●       |         | 1       | 0       |
| 1      | Katie Volynetsová (USA)           | ●       |         | 1       | 0       |
| 1      | Amina Anšbová                     |         | ●       | 0       | 1       |
| 1      | Emily Appletonová (GBR)           |         | ●       | 0       | 1       |
| 1      | Hailey Baptisteová (USA)          |         | ●       | 0       | 1       |
| 1      | Carmen Corleyová (USA)            |         | ●       | 0       | 1       |
| 1      | Anastasia Dețiuc (CZE)            |         | ●       | 0       | 1       |
| 1      | Jessica Faillová (USA)            |         | ●       | 0       | 1       |
| 1      | Weronika Falkowská (POL)          |         | ●       | 0       | 1       |
| 1      | Olivia Gadecká (AUS)              |         | ●       | 0       | 1       |
| 1      | Quinn Gleasonová (USA)            |         | ●       | 0       | 1       |
| 1      | Elsa Jacquemotová (FRA)           |         | ●       | 0       | 1       |
| 1      | Dalila Jakupovićová (SLO)         |         | ●       | 0       | 1       |
| 1      | Francisca Jorgeová (POR)          |         | ●       | 0       | 1       |
| 1      | Matilde Jorgeová (POR)            |         | ●       | 0       | 1       |
| 1      | Oxana Kalašnikovová (GEO)         |         | ●       | 0       | 1       |
| 1      | Katarzyna Kawaová (POL)           |         | ●       | 0       | 1       |
| 1      | Miriam Kolodziejová (CZE)         |         | ●       | 0       | 1       |
| 1      | Martyna Kubková (POL)             |         | ●       | 0       | 1       |
| 1      | Hiroko Kuwatová (JPN)             |         | ●       | 0       | 1       |
| 1      | Maia Lumsdenová (GBR)             |         | ●       | 0       | 1       |
| 1      | Ingrid Martinsová (BRA)           |         | ●       | 0       | 1       |
| 1      | Nicole Melichar-Martinezová (USA) |         | ●       | 0       | 1       |
| 1      | Kristina Mladenovicová (FRA)      |         | ●       | 0       | 1       |
| 1      | Carole Monnetová (FRA)            |         | ●       | 0       | 1       |
| 1      | Angelica Moratelliová (ITA)       |         | ●       | 0       | 1       |
| 1      | Asia Muhammadová (USA)            |         | ●       | 0       | 1       |
| 1      | Olivia Nichollsová (GBR)          |         | ●       | 0       | 1       |
| 1      | Ellen Perezová (AUS)              |         | ●       | 0       | 1       |
| 1      | Laura Pigossiová (BRA)            |         | ●       | 0       | 1       |
| 1      | Peangtarn Plipuečová (THA)        |         | ●       | 0       | 1       |
| 1      | Camilla Rosatellová (ITA)         |         | ●       | 0       | 1       |
| 1      | Margaux Rouvroyová (FRA)          |         | ●       | 0       | 1       |
| 1      | Anna Sisková (CZE)                |         | ●       | 0       | 1       |
| 1      | Aldila Sutjiadiová (INA)          |         | ●       | 0       | 1       |
| 1      | Cchao Ťia-i (TPE)                 |         | ●       | 0       | 1       |
| 1      | Tamara Zidanšeková (SLO)          |         | ●       | 0       | 1       |
| 1      | Kimberley Zimmermannová (BEL)     |         | ●       | 0       | 1       |

### Tituly podle státu
| Celkem | stát                   | dvouhra | čtyřhra |
| ------ | ---------------------- | ------- | ------- |
| 14     | Spojené státy americké | 6       | 8       |
| 7      | Rumunsko               | 5       | 2       |
| 7      | Itálie                 | 3       | 4       |
| 6      | Polsko                 | 1       | 5       |
| 5      | Španělsko              | 2       | 3       |
| 5      | Maďarsko               | 1       | 4       |
| 4      | Francie                | 1       | 3       |
| 4      | Slovinsko              | 0       | 4       |
| 3      | Argentina              | 3       | 0       |
| 3      | Kanada                 | 2       | 1       |
| 3      | Austrálie              | 1       | 2       |
| 3      | Česko                  | 1       | 2       |
| 3      | Lotyšsko               | 1       | 2       |
| 2      | Švýcarsko              | 2       | 0       |
| 2      | Egypt                  | 1       | 1       |
| 2      | Mexiko                 | 1       | 1       |
| 2      | Srbsko                 | 1       | 1       |
| 2      | Brazílie               | 0       | 2       |
| 2      | Spojené království     | 0       | 2       |
| 2      | Kazachstán             | 0       | 2       |
| 1      | Nizozemsko             | 1       | 0       |
| 1      | Slovensko              | 1       | 0       |
| 1      | Belgie                 | 0       | 1       |
| 1      | Čínská Tchaj-pej       | 0       | 1       |
| 1      | Gruzie                 | 0       | 1       |
| 1      | Indonésie              | 0       | 1       |
| 1      | Japonsko               | 0       | 1       |
| 1      | Portugalsko            | 0       | 1       |
| 1      | Thajsko                | 0       | 1       |